# USS Dorado (SS-526)
USS "Dorado" (SS-526), okręt podwodny typu Tench był drugim okrętem US Navy noszącym nazwę pochodzącą od hiszpańskojęzycznej nazwy ryby dorado (koryfena). Jego konstrukcja została zatwierdzona, ale kontrakt anulowano 29 lipca 1944, już po położeniu stępki.